# Villa Romana del Tellaro

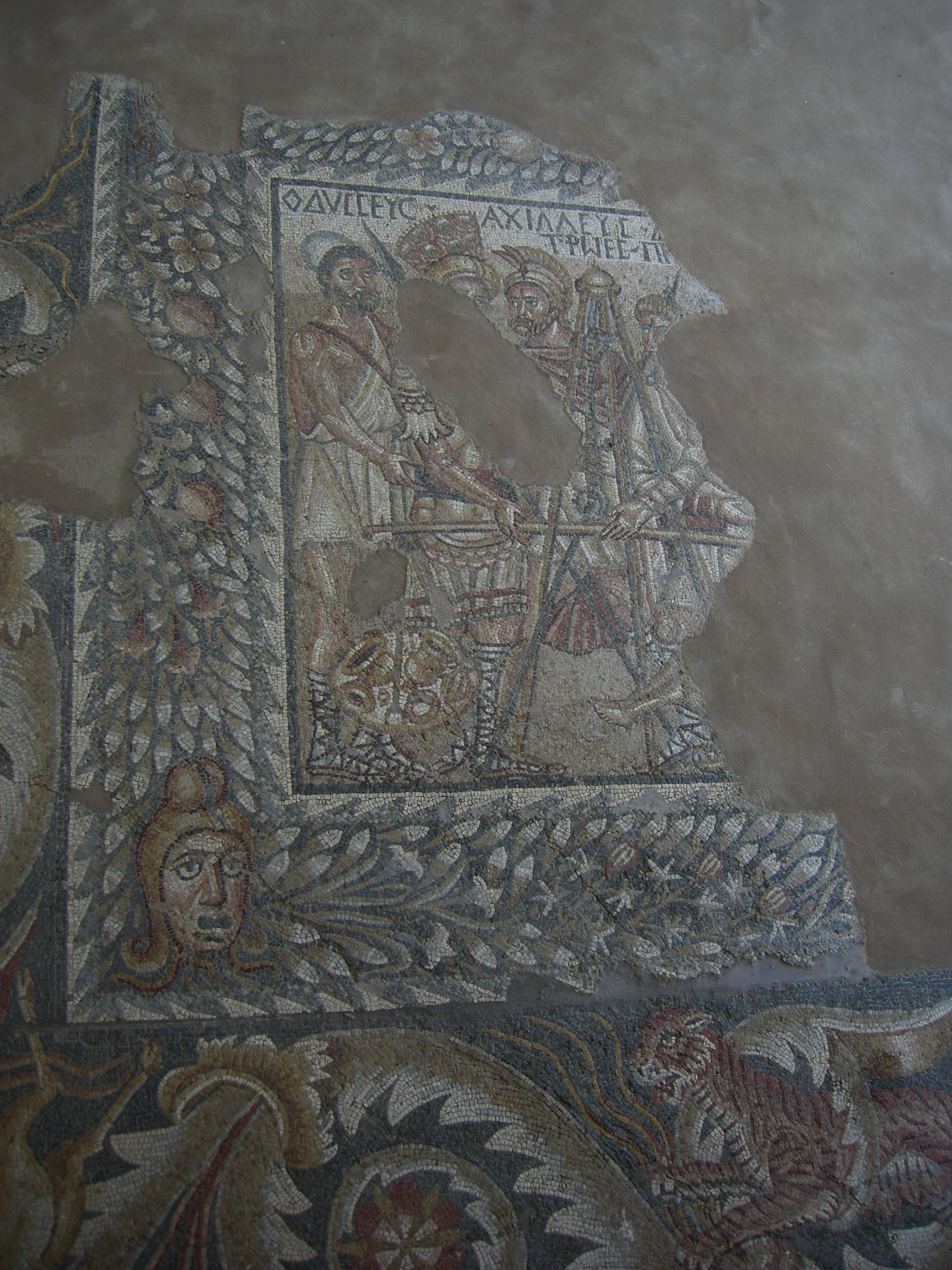
Fußbodenmosaik mit der Wägung von Hektors Leichnam

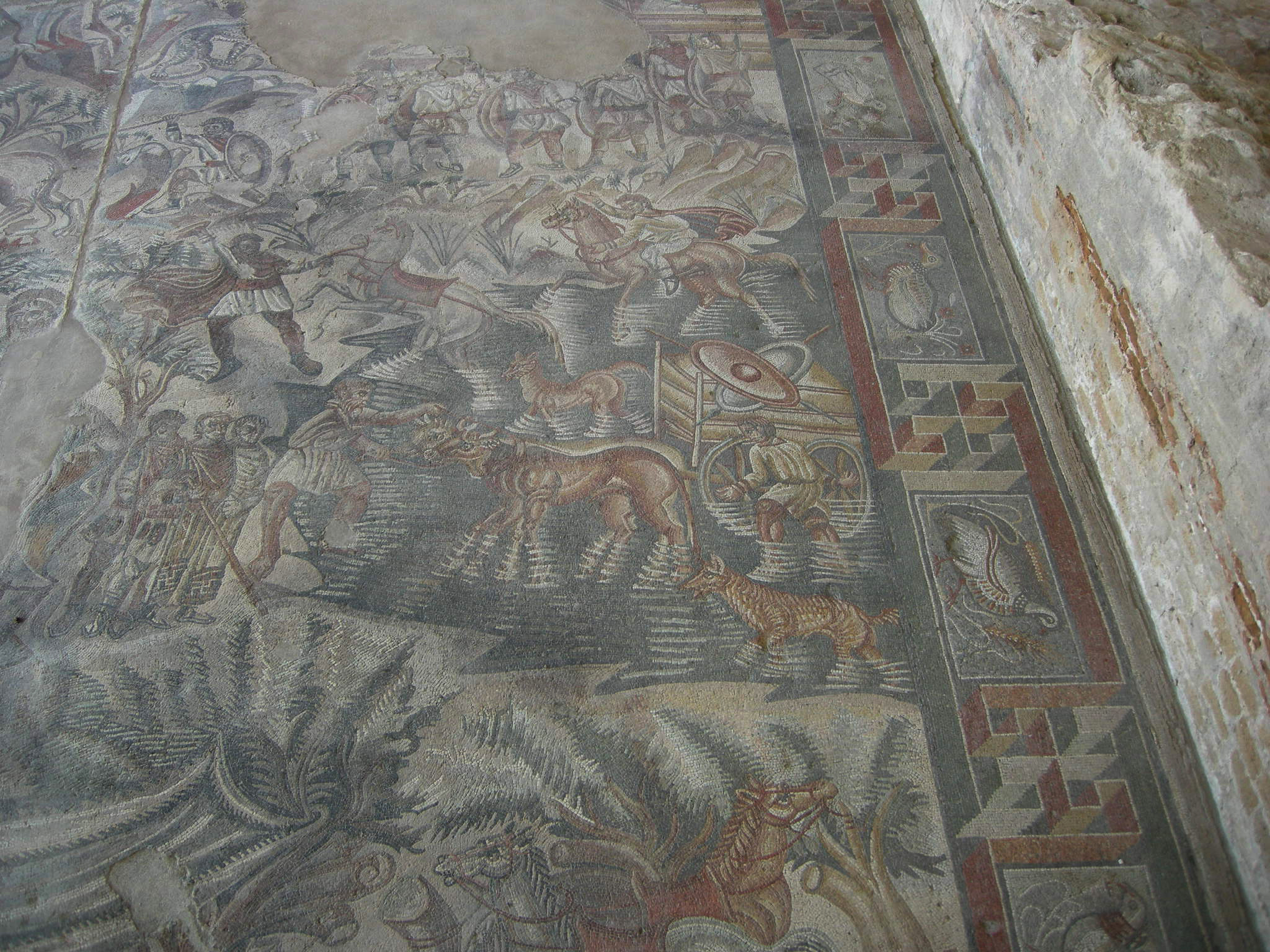
Fußbodenmosaik mit Jagd

Die Villa Romana del Tellaro ist eine römische Villa auf der Insel Sizilien. Sie liegt etwa neun Kilometer südlich von Noto.
Die Villa wurde in der zweiten Hälfte des 4. Jahrhunderts um einen ca. 20 × 20 m großen Innenhof herum errichtet. Insgesamt wurden über 20 Räume freigelegt. Ein Teil der Anlage konnte nicht ergraben werden, da dieser sich unter einem benachbarten Bauernhof befindet. Sehr gut erhalten sind einige Teile von Fußbodenmosaiken, die teilweise denen der sizilianischen Villa Romana del Casale ähneln, aber nicht so umfangreich sind. Besonders kunstvoll gestaltet sind:
- das Jagdmosaik, das Jäger bei der Jagd sowie beim Bankett und die von ihnen gefangenen Tiere zeigt, und
- das Hektormosaik, das die Szene zeigt, in der Hektors Leichnam mit Gold aufgewogen wird.

Die Datierung lässt sich unter anderem durch die Zeitstellung eines kleinen Münzhortes begründen, der in einem Raum südlich des Peristyls unterhalb des Fußbodens entdeckt wurde. Die Schlussmünze wurde im Jahr 348 geprägt. Eine gleichartige Münze wurde unter dem Mosaik in Raum 8 gefunden, so dass der Terminus post quem für diese Phase gesichert ist. In zwei Räumen wurden auch Spuren eines älteren Vorgängergebäudes festgestellt.